# Албаредо (Тревизо)
Албаредо (итал. Albaredo) је насеље у Италији у округу Тревизо, региону Венето.
Према процени из 2011. у насељу је живело 1375 становника. Насеље се налази на надморској висини од 31 м.